# Det frisiske kongerige
Det frisiske kongerige (på latin Magna Frisia, oversat: Store Frisland) var frisernes rige i tidlig middelalder. Det meste af området er i dag en del af Nederlandene, andre dele ligger i dag i Belgien (Flandern) og Tyskland. Det oprettedes tænkelig vis omkring det 6. århundrede og ophørte i hovedparten i 734, da det erobredes af Frankerriget.

## Beliggenhed
Frisernes herredømme strakte sig over en bred kyststrækning langs Nordsøen fra Brugge ved Rhinen-Meuse-Schelde-deltaet til Weser. Kerneområdet var placeret mellem nutidens IJsselmeer og Ems. Forvaltningscentre var sandsynligvis Utrecht og Dorestad.

## Historie
I den periode, det frisiske kongerige eksisterede, var der gentagne konflikter med det syd for beliggende frankerrige. Mens under kong Aldgisl det frisiske rige stort set levede i fred med frankerne, det kom under Aldgisls efterfølger Radbod til gentagne sammenstød med frankerne. Krigene blev udkæmpet fortrinsvis om herredømmet over Rhinen-Meuse-deltaet, som var domineret af friserne. I slaget ved Dorestad (Wijk bij Duurstede) på bredden af Rhinen besejredes han af herskeren over Frankerriget Pipin af Herstal og måtte afstå den vestlige del af riget til frankerne. I de frankisk dominerede områder igangsattes i 690 omvendelsen af de hedenske frisere ved missionæren Sankt Willibrord.
Efter Pipin af Herstals død samlede Radbod sine tropper og erobrede i 716 de tidligere tabte territorier tilbage i en kamp mod det frankiske hus' Major domus Karl Martell. Radbod døde i 719 og blev efterfulgt af Bubo (Poppo). Under hans styre satte frankerne ind på at generobre de frisiske områder, og allerede i 720 af var alle tidligere frisiske dele af landet vest for Vlie igen i frankiske hænder.
I 734 sendte Karl Martell sine tropper tilbage til Frisland, og det kom til slaget ved Boarn, hvor frankerne var i stand til at slå de frisiske tropper ødelæggende. Bubo døde under slaget ved og frankerne kunne også underlægge sig det frisiske område mellem Vlie og Lauwers.
Tilbage var for friserne endnu et mindre område. Med tiden blev også det underlagt det stadigt voksende Frankerrige, da den sidste frisiske konge Radbod 2. i 785 efter en mislykket opstand måtte flygte til "danernes land" (hvor kong Sigfred på den tid herskede).